# End (groupe)
Pour les articles homonymes, voir End.
End est un supergroupe américain de metalcore, originaire du New Jersey. Il est composé du chanteur Brendan Murphy (Counterparts), des guitaristes Will Putney (Fit for an Autopsy) et Gregory Thomas (Shai Hulud), du bassiste Jay Pepito (Reign Supreme), et du batteur Matt Guglielmo (The Acacia Strain).

## Histoire
Le groupe est formé en 2017 et sort en août de la même année la chanson Usurper, en single de leur premier EP, From the Unforgiving Arms of God, qui sort le 8 septembre 2017. Début 2020, le batteur Andrew McEnaney quitte le groupe et est remplacé par Billy Rymer.
Le 26 mars 2020, le groupe sort le single Pariah, et annonce que son premier album Splinters from an Ever-Changing Face sortira chez Closed Casket Activities. Ils sortent 3 autres singles de l'album, et le 5 juin 2020, sortent leur premier album, Splinters from an Ever-Changing Face. Forbes note que le groupe semble être la prochaine puissance au sein du punk hardcore.

## Discographie

### Albums studio
- 2020 : Splinters from an Ever-Changing Face
- 2023 : The Sin of Human Frailty

### EP et splits
- 2017 : From the Unforgiving Arms of God
- 2022 : Gather and Mourn (split avec Cult Leader)[6]